# Chili aux Jeux olympiques d'été de 1988
L'équipe de chilienne olympique participe aux Jeux olympiques d'été de 1988 à Séoul. Elle y remporte une médaille : une en argent, se situant à la trente-sixième place des nations au tableau des médailles. L'athlète Gert Weil est le porte-drapeau d'une délégation chilienne comptant 17 sportifs (16 hommes et 1 femme).